# Остяк Максим Анатолійович
Максим Анатолійович Остяк — солдат, доброволець роти 93 ОМБр Збройних сил України, учасник російсько-української війни, що боронив Україну під час російського вторгнення в Україну в 2022 році.

## Життєпис
Народився в місті Полтава. Навчався в гімназії № 31 у математичному класі. За фахом — інженер-будівельник. 2007 року переїхав до Києва. Там працював різноробом у ТРЦ «Більшовик», згодом за спеціальністю, а пізніше був барменом у клубі «КультРа». Відкрив кафе в Коблевому на Миколаївщині, однак справа не пішла. Учасник Революція гідності з перших днів. 18 лютого 2014 року в сутичці з «Беркутом» отримав травму лівої руки та голови. Після цього разом із музикантом Євгеном Славяновим заснував гурт Reve ta Stohne. Вони записали альбом та виступали за кордоном. Про це знято документальну стрічку Reve ta Stohne on Tour.
Працював в музеї історії України у Києві. З початку російського вторгнення в Україну брав участь в обороні Києва та у бойових діях в Ірпені як оператор дрона. 1 червня 2022 року вступив до складу «Карпатської Січі». Залишилися мати, брат і донька.
Поховали воїна 20 липня у Полтаві на Затуринському кладовищі на Алеї Героїв.